# Eupithecia provinciata
Eupithecia provinciata är en fjärilsart som beskrevs av Pierre Millière 1871. Eupithecia provinciata ingår i släktet Eupithecia och familjen mätare. Inga underarter finns listade i Catalogue of Life.